# .kw
.kw е интернет домейнът от първо ниво, предназначен за Кувейт. Регистран е през 1992 година.
Трето ниво на домейни в Кувейт са:
- edu.kw – академични и изследователни институции
- com.kw – търговвски дружества и физически лица
- net.kw – търговски дружеста и физически лица
- org.kw – нестопански организации
- gov.kw – правителствени образувания